# Renae Cuéllar
Renae Nicole Cuéllar Cuéllar (* 24. Juni 1990 in Bellflower, Kalifornien) ist eine ehemalige US-amerikanische Fußballspielerin mexikanischer Abstammung. 

## Karriere
Die mit zwei Staatsbürgerschaften ausgestattete Frauenfußballspielerin entschied sich für die Nationalmannschaft ihrer Vorfahren, während sie ihren Lebensmittelpunkt im kalifornischen La Puente unterhält. Von 2008 bis 2012 spielte sie bei den Arizona Wildcats, der Mannschaft der University of Arizona. 
In der Saison 2013 spielte sie in der neugegründeten National Women’s Soccer League, der höchsten amerikanischen Profiliga im Frauenfußball, zunächst für den FC Kansas City. Am 13. April 2013 erzielte sie im Spiel gegen Portland Thorns FC das erste Tor in der Geschichte der NWSL (Endstand 1:1). Am 1. Juli wurde sie vom Ligakonkurrenten Seattle Reign FC unter Vertrag genommen. Unmittelbar nach dem letzten Spieltag der regulären Saison verließ Cuéllar Seattle und schloss sich leihweise dem schwedischen Zweitligisten Sundsvalls DFF an, für den sie in den verbleibenden Saisonspielen zweimal auflief und einen Treffer erzielte. Zur Saison 2014 wurde sie der Franchise der Washington Spirit zugewiesen, ein Jahr später befand sie sich nicht mehr im mexikanischen Zuweisungspool. Cuéllar spielte ab August 2016 für den Zweitligisten BV Cloppenburg, ehe sie im November 2016 aufgrund einer Schwangerschaft ihre Karriere beendete.

### Karriere
Ihr erstes Länderspiel für Mexiko machte sie am 9. Dezember 2009 gegen China. 2010 nahm sie mit der U-20-Mannschaft an der U-20-Fußball-Weltmeisterschaft der Frauen 2010 in Deutschland teil, wo sie in vier Spielen eingesetzt wurde und beim 1:0 gegen England den Siegtreffer erzielte. Beim 3:3 gegen Japan erzielte sie zwei Tore, davon allerdings eins für die Japanerinnen. Für die WM 2011 und den CONCACAF Women’s Gold Cup 2014 wurde sie nicht nominiert. Sie gehört aber zum Kader der Mexikanerinnen für die WM 2015 in Kanada.

### Persönliches
Ihr Sohn Romeo Matías Alvarez wurde am 7. April 2017 geboren. Vater des Kindes ist der US-amerikanisch-mexikanische Fußballspieler Carlos Alberto Álvarez, der beim Los Angeles FC unter Vertrag steht.